# مارگارت سنگر
مارگارت هیگینز سنگر (انگلیسی: Margaret Sanger؛ ۱۴ سپتامبر ۱۸۷۹ – ۶ سپتامبر ۱۹۶۶) یک پرستار، فعال پیشگیری از بارداری، مربی مسائل جنسی و نویسنده اهل ایالات متحده آمریکا بود. وی به خاطر تلاش فراوان در رابطه کنترل جمعیت و بازکردن اولین کلینیک پزشکی کنترل زادوولد در آمریکا معروف است.
سنگر در ابتدا با استفاده از نوشته‌ها و سخنرانی‌هایش، طرز تفکر خود را نشر می‌داد. او در سال ۱۹۱۴ بخاطر انتشار کتابی با نام محدودیت خانواده تحت پیگرد قانون کامستاک قرار گرفت. از آنجا که از عواقب این قوانین می‌ترسید، برای مدتی به بریتانیا گریخت. تلاش‌های سنگر بر روی چندین پرونده قضایی تأثیر گذاشت و به قانونی سازی پیشگیری از بارداری در آمریکا کمک کرد. بخاطر ارتباط او با فدراسیون فرزندپروری تنظیم شده، مدام هدف انتقادهای مخالفان سقط قرار می‌گرفت. اما سنگر به تمایز میان پیشگیری از بارداری و سقط جنین پرداخت و عمدتاً مخالف سقط بود. او در جنش حقوق باروری در آمریکا، شخصیتی تحسین شده بود اما بخاطر حمایت از به نژادی سرزنش می‌شد.
در سال ۱۹۱۶، سنگر نخستین کلینیک کنترل بارداری را در آمریکا افتتاح کرد. اما یک پلیس زن مخفی به یک کپی از جزوه او در حوزه تنظیم خانواده دست پیدا کرد و سنگر به جرم نشر اطلاعات دربارهٔ پیشگیری از بارداری دستگیر شد. مجازات و دادخواهی او مناقشات زیادی را به دنبال داشت. سنگر حس می‌کرد برای رسیدن زنان به وضعیتی برابر در جامعه و داشتن زندگی سالم‌تر، خودشان باید زمان بارداریشان را تعیین کنند. به علاوه او می‌خواست از سقط‌های خطرناک آن زمان (به دلیل غیرقانونی بودن سقط جنین در آمریکا) جلوگیری کند. او معتقد بود اگرچه سقط جنین گاهی توجیه شده‌است، اما به‌طور کلی باید از آن پرهیز کرد؛ بنابراین تنها راه عملی را در پیشگیری از بارداری می‌دید.
در سال ۱۹۲۱، سنگر سازمان پیشگیری از بارداری آمریکا را افتتاح کرد که بعدها فدراسیون فرزندپروری تنظیم شده آمریکا نام گرفت. در نیویورک، او نخستین کلینیک کنترل بارداری را تأسیس کرد که تمام پزشکانش زن بودند. به علاوه کلینیکی در هارلم باز کرد که اعضای شورای مشورتی آن کاملاً آفریقایی-آمریکایی بودند. در سال ۱۹۲۹، او کمیته ملی قانون فدرال برای پیشگیری از بارداری را تشکیل داد که تأثیر مهمی بر تلاش‌هایش در جهت قانونی سازی پیشگیری از بارداری در آمریکا داشت. از سال ۱۹۵۲ تا ۱۹۵۹ سنگر رئیس فدراسیون بین‌المللی فرزندپروری تنظیم شده بود. او در سال ۱۹۶۶ درگذشت و از او به عنوان پایه‌گذاری جنبش نوین پیشگیری از بارداری یاد می‌شود.

## فعالیت‌های اجتماعی
در سال ۱۹۱۱ و پس از آنکه در جریان یک آتش‌سوزی خانه‌شان که در وستچتر نیویورک واقع شده بود را از دست دادند. حومه شهر را رها کرد تا زندگی جدیدی را در شهر نیویورک آغاز کند. وی به عنوان پرستار سیار در محله‌های فقیرنشین لوور ایست ساید منهتن کار می‌کرد. همسر او معمار و نقاش ساختمان بود. سنگر تحت تأثیر سیاست‌های چپگرایانه همسرش قرار داشت. مارگارت سنگر همچنین خود را در معرض سیاست‌های رادیکال و ارزش‌های مدرنیسم و بوهمیستی پیش از جنگ جهانی اول دهکده گرینویچ قرار داد. او به کمیته زنان حزب سوسیالیست نیویورک پیوست.
در سال ۱۹۱۴ سنگر نشریه‌ای با نام د ربل وومن(یا زن شورشی) منتشر کرد. این نشریه یک ماهنامهٔ هشت صفحه‌ای بود که پیشگیری از بارداری را
با شعار «بدون خدایان، بدون ارباب‌ها» ترویج می‌کرد.

## یادداشت
1. ↑  They became estranged in 1913, but the divorce was not finalized until 1921.[۱]